# Peter Mokrosinski
Peter Mokrosinski, ursprungligen Piotr Mokrosinski, född 2 maj 1953 i Łódź i Polen, är en polsk-svensk filmfotograf och filmregissör.
Mokrosinski har belönats med flera priser, däribland  Guldbaggen två gånger: 1989 för Friends och 2004 för Ondskan. Han har även varit nominerad till samma pris ytterligare fyra gånger: 1994 för Mannen på balkongen, 2000 för Straydogs, 2002 för Leva livet och 2010 för Flickan som lekte med elden.

## Filmografi
Regi
- 1982 – Bruce
- 1998 – Ernst Billgrens Kontakt

Foto
- 1979 – Jag är levande
- 1980 – Fröken Julie
- 1982 – Bruce
- 1982 – Nattpass
- 1984 – Bord duka dig!
- 1984 – Sista leken
- 1986 – Betongmormor
- 1986 – Gröna gubbar från Y.R.
- 1986 – I lagens namn
- 1986 – Skuggan av Henry (TV-serie)
- 1987 – Friends
- 1988 – Råttornas vinter
- 1989 – Hunden som log
- 1989 – Husbonden
- 1991 – Till Julia
- 1992 – Skönheten eller odjuret
- 1992 – Teater Åttonde Dagen
- 1993 – Mannen på balkongen
- 1993 – Sökarna
- 1993 – Tala! Det är så mörkt
- 1995 – Den täta elden (TV-serie)
- 1995 – Något lugnande
- 1996 – Nu är pappa trött igen
- 1996 – Sånt är livet
- 1996 – Älvakungen dyker upp
- 1997 – Tic Tac
- 1998 – Ernst Billgrens Kontakt
- 1998 – Teater
- 1999 – Amuletten
- 1999 – Straydogs
- 2000 – 10:10
- 2000 – Bollen i ögat
- 2000 – Risk
- 2001 – Leva livet
- 2001 – Röd jul
- 2001 – Syndare i sommarsol
- 2003 – Eiffeltornet
- 2003 – Norrmalmstorg
- 2003 – Ondskan
- 2004 – Lokalreportern (TV-serie)
- 2004 – Masjävlar
- 2004 – Strandvaskaren
- 2005 – Såsom i en hamburgare
- 2005 – Wallander – Afrikanen
- 2005 – Wallander – Bröderna
- 2005 – Wallander – Byfånen
- 2005 – Wallander – Mörkret
- 2006 – Isabella (TV-serie)
- 2006 – Wallander – Blodsband
- 2006 – Wallander – Den svaga punkten
- 2006 – Wallander – Fotografen
- 2006 – Wallander – Hemligheten
- 2006 – Wallander – Jokern
- 2006 – Wallander – Luftslottet
- 2006 – Wallander – Täckmanteln
- 2008 – Gud, lukt och henne
- 2008 – Eldsdansen
- 2008 – Nattrond
- 2009 – Flickan som lekte med elden
- 2009 – Luftslottet som sprängdes
- 2010 – Pax
- 2010 – Wallander – Indrivaren
- 2010 – Wallander – Vittnet
- 2012 – Mörkt vatten
- 2014 – Hjerterått (TV-serie)
- 2014 – Kerstin Ström
- 2015 – En underbar jävla jul
- 2018 – Halvdan Viking

## Priser och utmärkelser
- 1984 – Filmbana för Bästa foto i Sista leken
- 1989 – Guldbaggen i kategorin Bästa foto för Friends
- 1999 – Kodak Nordic Award för Bästa foto i Straydogs
- 1999 – Sällskapets Manetens pris Årets fotograf
- 2004 – Guldbaggen i kategorin Bästa foto för Ondskan
- 2004 – Golden Goblet för Bästa foto vid Shanghai International Film Festival